# Aswang
Aswang, "The Unearthing" en la versió per a vídeo, és una pel·lícula estatunidenca dirigida per Wrye Martin i Barry Poltermann, estrenada el 1994. El rodatge és desenvolupat a Wisconsin. L'aswang també és un vampir en el folklore filipí.

## Argument
Katrina és una jove embarassada sense un duro, que rep una proposta d'una forta suma de diners si accepta casar-se amb un home de bona família i portar al món el seu fill a la casa familiar. Una vegada sobre el terreny, Katrina descobrirà ràpidament que és davant d'una raça particular de vampirs anomenats Aswang.

## Repartiment
- Norman Moses: Peter Null
- John Kishline: el doctor Harper
- Flora Coker: Olive Null
- Victor Delorenzo: el xèrif
- Mildred Nierras: Cupid
- Jamie Jacobs Anderson: Claire Null
- Daniel Demarco: Paul
- John Garekis: l'advocat
- Lee Worrell: la petita
- Rosalie Seifert: Nancy